# Asclepias asperula
Asclepias asperula ist eine Pflanzenart aus der Gattung Seidenpflanzen (Asclepias) in der Unterfamilie der Seidenpflanzengewächse (Asclepiadoideae) innerhalb der Familie der Hundsgiftgewächse (Apocynaceae). Sie ist in den USA und in Mexiko weit verbreitet.

## Beschreibung

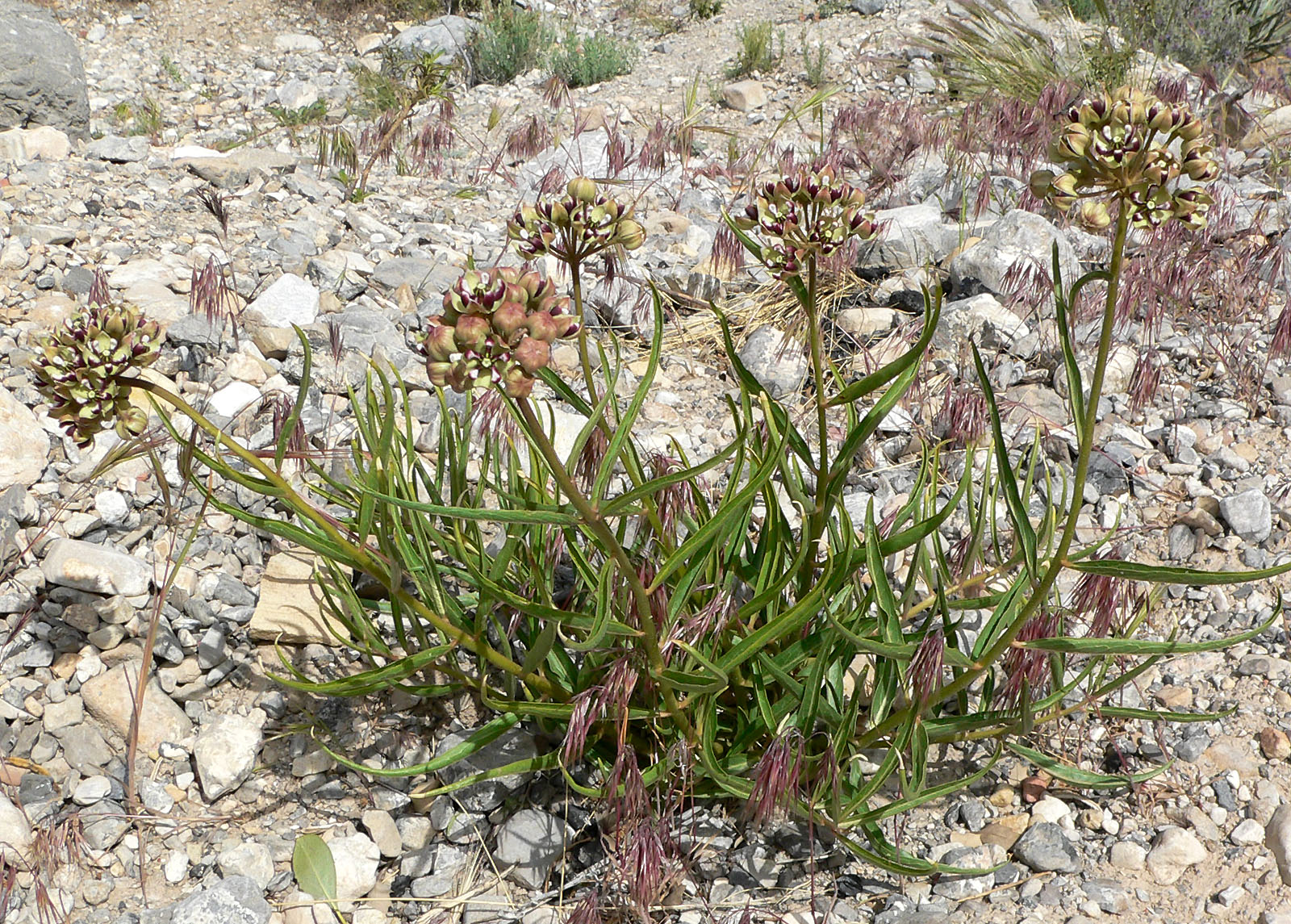
Wuchsform und Lebensraum

### Vegetative Merkmale
Asclepias asperula ist eine sommergrüne, ausdauernde, krautige Pflanze, die Wuchshöhen von 20 bis 60 cm erreicht. Sie bildet ein kräftiges, waagrechtes Rhizom, aus dem jedes Jahr im Frühjahr mehrere starke, aufsteigende oder auch niederliegende Stängel wachsen, die mit dünnen, weichen Härchen (Trichomen) besetzt sind.
Die unregelmäßig wechselständig an den Stängeln angeordneten Laubblätter sind kurz gestielt (3 bis 7 mm lang). Die Blattspreite ist bei einer Länge von 10 bis 20 cm und einer Breite von 1 bis 3 cm lanzettlich-linealisch bis breit-lanzettlich mit einer stumpfen oder zugespitzten Spreitenbasis und einem gespitzten äußeren Ende. Sie ist dünn und fest, nur schwach behaart und meist mehr oder weniger längs der Mitte zusammen gefaltet.

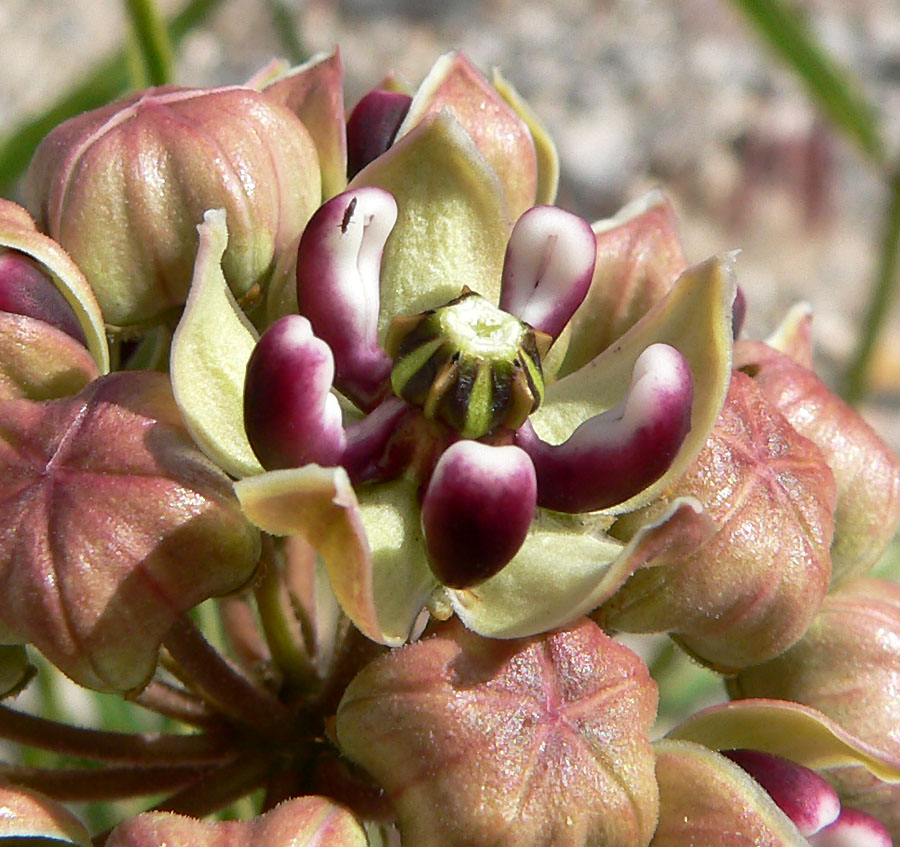
Detail der Blüte

### Generative Merkmale
Im endständigen, doldigen Blütenstand stehen mehrere Blüten sehr gedrängt. Der nur schwach behaarte Blütenstandsschaft kann sehr kurz sein, aber auch bis 10 cm lang sein. Der schlanke Blütenstiel ist 1,5 bis 2,5 cm lang und filzig behaart.
Die zwittrigen, radiärsymmetrischen, fünfzähligen Blüten sind mit einem Durchmesser von über 1 cm schalenförmig. Die fünf Kelchblätter sind lanzettförmig bis eiförmig und 4 bis 5 mm lang. Sie weisen eine feine flaumige Behaarung auf. Die fünf Kronblätter sind 9 bis 12 mm lang, hellgelblichgrün, auf der Außenseite ins Purpurrot spielend. Sie stehen nahezu senkrecht ab und biegen etwa nach dem unteren Drittel nach oben. Die einreihige Nebenkrone besitzt keinen freien Stiel. Die 8 bis 10 mm langen Zipfel der Nebenkrone sind nach innen eingerollt, und die Ränder berühren sich. Sie bilden somit eine länglich-röhrenförmige Struktur, die zudem J- oder C-förmig gekrümmt ist. Sie stehen zunächst senkrecht vom Stiel ab, steigen etwas ab und krümmen sich in der Mitte nach oben und stehen dann aufrecht oder sind leicht nach innen gekrümmt. Sie sind etwa so hoch wie das Gynostegium. Sie sind grünlich-cremefarben bis purpurrot. Der im Umriss dreieckige, innen flache Sekundärfortsatz setzt relativ hoch an der Innenseite der röhrenförmigen Zipfel an, und ist völlig umschlossen. Der stark abgeflachte Griffelkopf ist 2 mm lang und 5 mm breit.

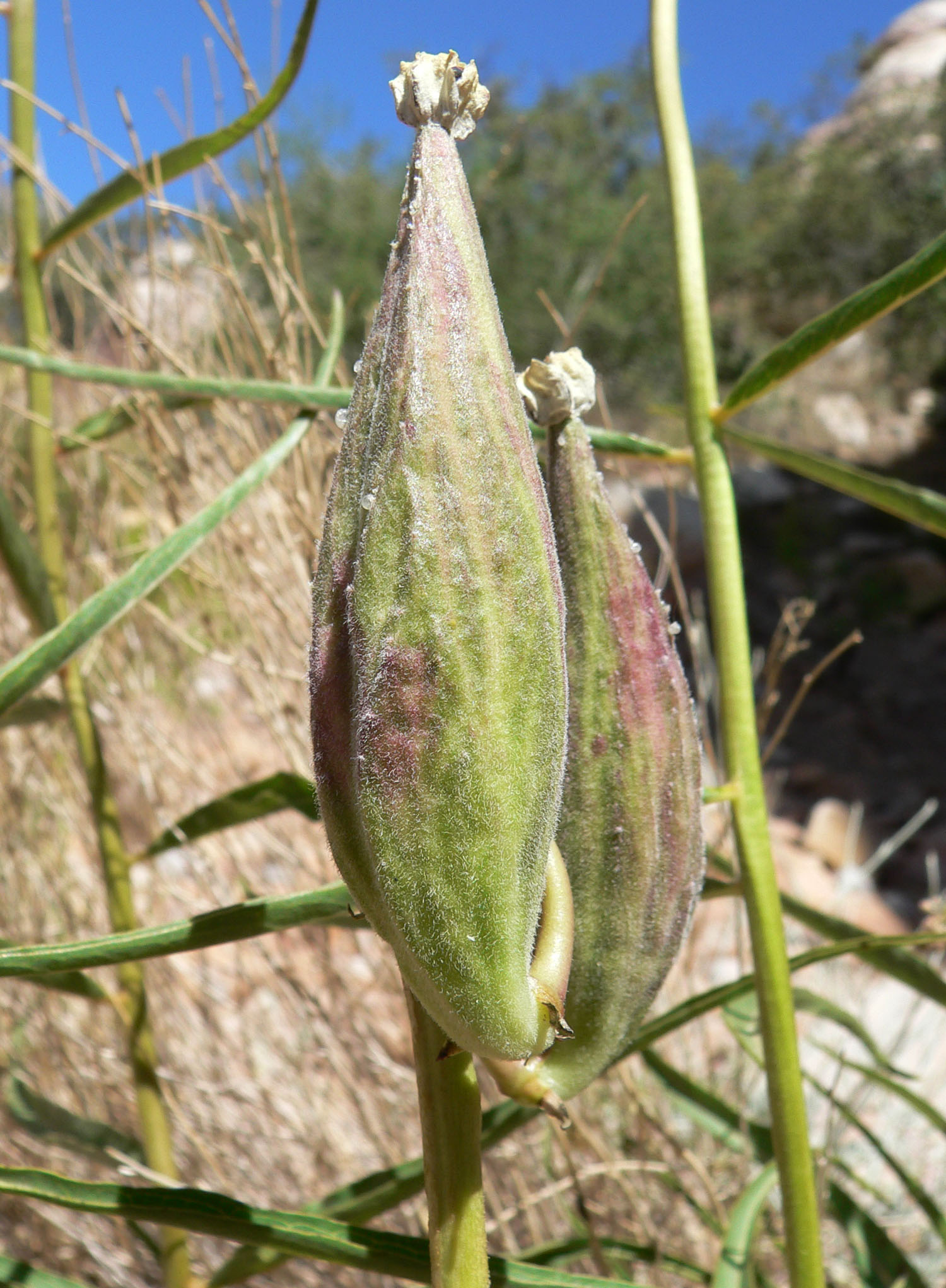
Balgfrüchte

Die aufrecht auf gebogenen Stielen stehenden Balgfrüchte sind bei einer Länge von 4 bis 13 cm und einem Durchmesser von 1,0 bis 2,5 cm länglich-zugespitzt-eiförmig. Ihre Oberfläche ist glatt und fein behaart. Die Samen sind abgeflacht eiförmig (7 × 8 mm). Der hellbraune Haarschopf ist bis zu 3 cm lang.

## Ökologie
Die Blütezeit reicht von März bis August. Die Bestäubung erfolgt gewöhnlich durch große Bienen. Asclepias asperula ist eine der Hauptnahrungspflanzen der Raupen des Monarchfalters (Danaus plexippus).

## Vorkommen
Asclepias asperula kommt in den USA (Arizona, Kalifornien, Colorado, Idaho, Kansas, Nevada, New Mexico, Oklahoma, Texas und Utah sowie Nebraska) und im nördlichen Mexiko (Chihuahua, Coahuila, Durango, Hidalgo, Nuevo León, San Luis Potosí, Sonora und Tamaulipas) vor.
Asclepias asperula bevorzugt, steinige, kalkige oder sandige, relativ trockene Böden in Prärien und Ebenen, von wo aus sie sich auch in Weideland verbreitet.

## Systematik
Die Erstbeschreibung dieser Art erfolgte 1844 durch Joseph Decaisne Prodromus Systematis Naturalis Regni Vegetabilis, 8, S. 522 unter dem Namen Acerates asperula. Eric Woodson stellte sie 1954 in Annals of the Missouri Botanical Garden, 41 (1), S. 193 in die Gattung Asclepias. Asclepias capricornu subsp. occidentalis Woodson ist nur noch ein Synonym von Asclepias asperula subsp. capricornu (Woodson) Woodson.
Die Art Asclepias asperula wird von Woodson (1954) in zwei Unterarten unterteilt:
- Asclepias asperula (Decne.) Woodson subsp. asperula: Die Laubblätter sind linealisch bis lanzettförmig, der Blütenstandsstiel ist relativ lang, die Zipfel der Nebenkrone sind gewöhnlich dunkel purpurrot. Verbreitung: Colorado und westliches Texas bis Utah, Arizona, Nevada und benachbarte Gebiete in Idaho und Kalifornien. In Mexiko kommt die Unterart in Tamaulipas westwärts bis Sonora, und südwärts bis nach San Luis Potosí und Hidalgo vor.
- Asclepias asperula subsp. capricornu (Woodson) Woodson: Die Laubblätter sind gewöhnlich breit-lanzettförmig. Es ist kein oder nur mit sehr kurzer Blütenstandsstiel vorhanden, die Zipfel der Nebenkrone sind gewöhnlich grünlich-cremefarben. Verbreitung: östliches und zentrales Oklahoma, Texas und im südlichen Kansas.

## Belege